# Лідія Лассіла
Лідія Лассіла (народжена Ієродиякону, *17 січня 1982, Мельбурн) — австралійська фристайлістка, що спеціалізується в повітряній лижній акробатиці, олімпійська чемпіонка.
Лідія народилася в родині кіпріота та італійки. Вона виступала на трьох Олімпіадах, починаючи з ігор у Солт-Лейк-Сіті. Найбільший успіх до неї прийшов у Ванкувері, де вона виборола золоту олімпійську медаль.

## Виноски
1. 1 2  https://www.sports-reference.com/olympics/athletes/ie/lydia-ierodiaconou-lassila-1.html
2. ↑  Біографія Лассіли на NBC Olympics. Архів оригіналу за 1 лютого 2010. Процитовано 3 квітня 2010.